# Бююкчекмедже (гребля)
41°01′31″ пн. ш. 28°34′15″ сх. д. / 41.02518° пн. ш. 28.57071° сх. д.
Гребля Бююкчекмедже (тур. Büyükçekmece Barajı) — гребля на озері Бююкчекмедже в районі Бююкчекмедже провінції Стамбул, Туреччина.
Роботи виконані Turkish State Hydraulic Works (DSİ).
Греблю Бююкчекмедже побудували для водопостачання Стамбула.
Будівництво розпочалося в 1983 році, а завершено в 1988 році.

Водосховище греблі ввели в експлуатацію в 1989 році.

Його споруджено на озері Бююкчекмедже,
,
що утворено перекриттям витоку потоку Сарису в Мармурове море.

Це земляна насипна дамба заввишки 13 м.

Площа сточища водосховища становить 620 км².

Водосховище має ємність 162 км³, що має поверхню 43 км².

Перед подачею в домогосподарства вода у водосховищі очищається.
Річне водопостачання з водосховища становить 100 000 000 м³.